# Skorpions Varese 1985
Questa voce raccoglie le informazioni riguardanti gli Skorpions Varese nelle competizioni ufficiali della stagione 1985.

## Roster
| Roster degli Skorpions Varese (1985) |
| --- |
| Quarterback - 14 Attilio Giordano Running Back - 24 Giorgio Colombo - 30 Rick Bynum - 32 Dario Magoga - 33 Antonio Lazzarelli - 36 Fabrizio Mottini Wide Receiver - 82 Sergio Angelini WR/CB - 84 Giovanni Crosta - 85 Umberto Pedron - 88 Federico Turchi WR/QB/RB Tight End - 44 Giorgio Nardi TE/RB - 80 Fulvio Rusconi TE/K Offensive Linemen - 46 Benito Melis RB/OL - 47 Cesare Carena OT/LB - 50 Federico Grizzetti C - 62 Bruno Gobbo OG - 69 Stefano Gorini OG/LB - 72 Giovanni Gatti OT - 78 Davide Naressi Defensive Linemen - 22 Mauro Bellintani DE/LB - 43 Giuseppe Russo DE/RB - 60 Felix Andrews DE/OG - 63 Roberto Galbiati DT - 66 Fabio Franzini DE/OT - 68 Alessio Marinoni DT/OT - 75 Giovanni Brambilla DE - 77 Maurizio Padovan DE Linebacker - 23 Ulisse Garagnani - 28 Nuccio Schifano - 29 Stefano Cencin - 42 Maurizio Bilati - 45 Luigi Gobbo - 52 Roberto Baroni - 53 Tiziano Chiurato - 55 Luigi Raffaele - 57 Pierangelo Silva - 58 Vittorio Pisani - 59 Benito Russo LB/K Defensive Back - 12 Marco Tabarelli CB/QB - 35 Arturo Ceci CB - 38 ? Poletti CB - 54 Stefano Bragato SS - -- Leonard Miller SS/LB Special Team Coaching staff - Attilio Giordano |

## Campionato Serie A AIFA 1985

### Regular season

#### Andata
| Varese 9 marzo 1985 1ª giornata | Skorpions Varese | 6 – 13 referto                                                                            | Bonfiglioli Riduttori Warriors Bologna | Campo Vivirolo, via Vivirolo |
| \| \| \| \| \| Bynum Q3 (TD) 9yd run \| Marcatori \| Pedrini Q2 (TD) 35yd pass da Petroni Tugnoli Q2 (TD) 3yd pass da Petroni Fontana Q2 (pat) \| |                  |                                                                                           |                                        |                              |
| |                  |                                                                                           |                                        |                              |
| Bynum Q3 (TD) 9yd run | Marcatori        | Pedrini Q2 (TD) 35yd pass da Petroni Tugnoli Q2 (TD) 3yd pass da Petroni Fontana Q2 (pat) |                                        |                              |

| Trieste 16 marzo 1985 2ª giornata | Foscolo Muli Trieste | 14 – 12 referto                                  | Skorpions Varese | Campo Comunale, via Flavia |
| \| \| \| \| \| Bressan Q2 (TD) run Pauschè Q2 (pat) Bressan Q4 (TD) 2yd run Pauschè Q4 (pat) \| Marcatori \| Bilato Q1 (TD) 10yd run Andrews Q4 (TD) 88yd run \| |                      |                                                  |                  |                            |
| |                      |                                                  |                  |                            |
| Bressan Q2 (TD) run Pauschè Q2 (pat) Bressan Q4 (TD) 2yd run Pauschè Q4 (pat)                                                                                    | Marcatori            | Bilato Q1 (TD) 10yd run Andrews Q4 (TD) 88yd run |                  |                            |

| Varese 23 marzo 1985 3ª giornata | Skorpions Varese | 19 – 0 referto | Mash Redskins Verona | Campo Vivirolo, via Vivirolo |
| \| \| \| \| \| Andrews Q3 (TD) run Bynum Q3 (tpc) rush Russo Q4 (FG) Andrews Q4 (TD) 60yd run Rusconi Q4 (tpc) pass \| Marcatori \| \| |                  |                |                      |                              |
| |                  |                |                      |                              |
| Andrews Q3 (TD) run Bynum Q3 (tpc) rush Russo Q4 (FG) Andrews Q4 (TD) 60yd run Rusconi Q4 (tpc) pass                                   | Marcatori        |                |                      |                              |

| Ferrara 31 marzo 1985 4ª giornata                                                                         | Ferrara Leasing Aquile Ferrara | 0 – 14 referto                                                          | Skorpions Varese | Motovelodromo Fausto Coppi, via Porta Catena |
| \| \| \| \| \| \| Marcatori \| team Q1 (saf) Giordano Q2 (TD) 2yd run Rusconi Q2 (TD) pass da Giordano \| |                                |                                                                         |                  |                                              |
| |                                |                                                                         |                  |                                              |
| | Marcatori                      | team Q1 (saf) Giordano Q2 (TD) 2yd run Rusconi Q2 (TD) pass da Giordano |                  |                                              |

| Varese 6 aprile 1985 5ª giornata                                                  | Skorpions Varese | 6 – 6 referto              | Ocean Star Towers Bologna | Campo Vivirolo, via Vivirolo |
| \| \| \| \| \| Giordano Q3 (TD) run \| Marcatori \| Montaguti Q4 (TD) 19yd run \| |                  |                            |                           |                              |
|                                                                                   |                  |                            |                           |                              |
| Giordano Q3 (TD) run                                                              | Marcatori        | Montaguti Q4 (TD) 19yd run |                           |                              |

| Varese 13 aprile 1985 6ª giornata | Skorpions Varese | 0 – 22 referto                                                                                        | A&O Jets Bolzano | Campo Vivirolo, via Vivirolo |
| \| \| \| \| \| \| Marcatori \| Ferrari Q1 (FG) Olivetto Q2 (TD) Davis Q3 (TD) 15yd run Legree Q4 (TD) pass da Davis Ferrari Q4 (pat) \| |                  | |                  |                              |
| |                  | |                  |                              |
| | Marcatori        | Ferrari Q1 (FG) Olivetto Q2 (TD) Davis Q3 (TD) 15yd run Legree Q4 (TD) pass da Davis Ferrari Q4 (pat) |                  |                              |

| Bologna 20 aprile 1985 7ª giornata | Bonfiglioli Riduttori Warriors Bologna | 26 – 6 referto           | Skorpions Varese | Campo Lunetta Gamberini, via degli Orti |
| \| \| \| \| \| Inzinna Q2 (TD) 1yd run Inzinna Q2 (tpc) rush Rossetti Q3 (TD) 3yd run Longhi Q3 (TD) 15yd run Tugnoli Q4 (TD) 5yd pass da Poggipoli \| Marcatori \| Giordano Q2 (TD) 2yd run \| |                                        |                          |                  |                                         |
| |                                        |                          |                  |                                         |
| Inzinna Q2 (TD) 1yd run Inzinna Q2 (tpc) rush Rossetti Q3 (TD) 3yd run Longhi Q3 (TD) 15yd run Tugnoli Q4 (TD) 5yd pass da Poggipoli                                                            | Marcatori                              | Giordano Q2 (TD) 2yd run |                  |                                         |

| Varese 27 aprile 1985 8ª giornata | Skorpions Varese | 6 – 23 referto                                                                          | Foscolo Muli Trieste | Campo Vivirolo, via Vivirolo |
| \| \| \| \| \| Andrews Q2 (TD) \| Marcatori \| Salvagno Q2 (TD) De Walderstein Q3 (TD) Pauschè Q3 (FG) Bressan Q4 (TD) Sferza Q4 (tpc) \| |                  |                                                                                         |                      |                              |
| |                  |                                                                                         |                      |                              |
| Andrews Q2 (TD) | Marcatori        | Salvagno Q2 (TD) De Walderstein Q3 (TD) Pauschè Q3 (FG) Bressan Q4 (TD) Sferza Q4 (tpc) |                      |                              |

| Verona 4 maggio 1985 9ª giornata | Mash Redskins Verona | 6 – 34 referto | Skorpions Varese | Campo Mario Gavagnin |
| \| \| \| \| \| Bellamoli Q3 (TD) 97yd kickoff return \| Marcatori \| Russo Q1 (TD) 15yd run Angelini Q1 (TD) 40yd pass da Tabarelli Tabarelli Q1 (tpc) rush Rusconi Q2 (TD) pass da Tabarelli Russo Q2 (pat) Andrews Q3 (TD) run Russo Q3 (pat) Chiurato Q3 (TD) interception return \| |                      | |                  |                      |
| |                      | |                  |                      |
| Bellamoli Q3 (TD) 97yd kickoff return | Marcatori            | Russo Q1 (TD) 15yd run Angelini Q1 (TD) 40yd pass da Tabarelli Tabarelli Q1 (tpc) rush Rusconi Q2 (TD) pass da Tabarelli Russo Q2 (pat) Andrews Q3 (TD) run Russo Q3 (pat) Chiurato Q3 (TD) interception return |                  |                      |

| Varese 11 maggio 1985 10ª giornata                                                                          | Skorpions Varese | 8 – 12 referto                      | Ferrara Leasing Aquile Ferrara | Campo Vivirolo, via Vivirolo |
| \| \| \| \| \| Andrews Q3 (TD) Andrews Q3 (tpc) rush \| Marcatori \| Mancuso Q1 (TD) Giovannetti Q1 (TD) \| |                  |                                     |                                |                              |
| |                  |                                     |                                |                              |
| Andrews Q3 (TD) Andrews Q3 (tpc) rush                                                                       | Marcatori        | Mancuso Q1 (TD) Giovannetti Q1 (TD) |                                |                              |

| Bergamo 18 maggio 1985 11ª giornata                                                                        | Nava Lions Bergamo | 9 – 7 referto                      | Skorpions Varese | Campo Generale Utili |
| \| \| \| \| \| Champion Q2 (TD) run Marinoni Q2 (FG) \| Marcatori \| Colombo Q1 (TD) run Russo Q1 (pat) \| |                    |                                    |                  |                      |
| |                    |                                    |                  |                      |
| Champion Q2 (TD) run Marinoni Q2 (FG)                                                                      | Marcatori          | Colombo Q1 (TD) run Russo Q1 (pat) |                  |                      |

| Bolzano 25 maggio 1985 12ª giornata | A&O Jets Bolzano | 38 – 6 referto                          | Skorpions Varese | Stadio Marco Druso |
| \| \| \| \| \| Olivetto Q1 (TD) run Bulluck Q2 (TD) run Serena Q2 (TD) pass da Tschigg Davis Q4 (TD) Ferrari Q4 (pat) Olivetto Q4 (TD) run Davis Q4 (TD) Ferrari Q4 (pat) \| Marcatori \| Angelini Q2 (TD) endzone fumble recover \| |                  |                                         |                  |                    |
| |                  |                                         |                  |                    |
| Olivetto Q1 (TD) run Bulluck Q2 (TD) run Serena Q2 (TD) pass da Tschigg Davis Q4 (TD) Ferrari Q4 (pat) Olivetto Q4 (TD) run Davis Q4 (TD) Ferrari Q4 (pat)                                                                           | Marcatori        | Angelini Q2 (TD) endzone fumble recover |                  |                    |

## Statistiche di squadra
| Competizione | %Vittorie | In casa | In casa | In casa | In casa | In casa | In casa | In trasferta | In trasferta | In trasferta | In trasferta | In trasferta | In trasferta | Totale | Totale | Totale | Totale | Totale | Totale |
| Competizione | %Vittorie | G       | V       | N       | P       | Pf      | Ps      | G            | V            | N            | P            | Pf           | Ps           | G      | V      | N      | P      | Pf     | Ps     |
| ------------ | --------- | ------- | ------- | ------- | ------- | ------- | ------- | ------------ | ------------ | ------------ | ------------ | ------------ | ------------ | ------ | ------ | ------ | ------ | ------ | ------ |
| Campionato   | .292      | 6       | 1       | 1       | 4       | 39      | 76      | 6            | 2            | 0            | 4            | 73           | 86           | 12     | 3      | 1      | 8      | 112    | 162    |
| Totale       | .292      | 6       | 1       | 1       | 4       | 39      | 76      | 6            | 2            | 0            | 4            | 73           | 86           | 10     | 3      | 1      | 8      | 112    | 162    |